# عليمردان باي توبجوباشيف
عليمردان باي الأكبر أغلو توبجوباشيف (Əlimərdan bəy Ələkbər oğlu Topçubaşov)– سياسي أذربيجاني بارز٬ دبلوماسي٬ محام. أول عضو مجلس دوما في الإمبراطورية الروسية (1905)٬ عضو اللجنة التنفيذية المؤقتة في المجلس المسلمين الوطني بباكو (1917) رئيس بربمان جمهورية أذربيجان الديمقراطية (1918-1920).

## حياته
```
عليمردان باي توبجوباشيف ولد عام 1863 م. في عائلة خادمة في 
تبليسي
. حصل الدراسة الأولى في المدرسة النحوية بتبليسي وبعد تخرجه منها بنجاح قبل في كلية التاريخ وعلم اللغة بجامعة بطرسبرج. لكن بعد الدراسة في المستوى الأول انتقل إلى كلية الحقوق وتخرج منها بنجاح في 1888 م وحصل على لقب مرشح العلوم القانونية. أصدر المجلس العلمي بجامعة بطرسبرج قرار بقائه في قسم 
الحقوق
 واستعداده لتوالي منصب الأستاذ لكن بشرط قبوله الأرثوذكسية. لكن عليمردان باي توبجوباشيف امتنع من قبول الأرثوذكسية وقانون الإمبراطورية 
الروسية
 عن الجامعة منع عليمردان باي توبجوباشيف الذي لم بكن نصرانيا من الحصول على هذه الوظيفة.
بعد هذه الواقعة عليمردان باي توبجوباشيف رجع إلى 
تبليسي
 وبدأ يعمل محاميا في المحكمة ومدرس القانون في مدرسة بمدينة تبليسي. قبر عليمردان باي توبجوباشيف المتوفى في 8 
نوفمبر
 عام 1934 م بمدينة 
باريس
 يقع في مقبرة مدينة 
سان كلو
.
[
1
]
```

## نشاطه
- توبجوباشيف الذي جاء إلى باكو عام 1896 كان يعمل هنا محاميا وفاز في بعض دعاوى القضائية المركبة. هذه الانجازات صارت سببا لاكتسابه الاجترام بين سكان مدينة باكو. من 1897 إلى نهاية عام 1917 كان واحدا من مؤسسي ومحرري صحافة «كاسبي». خلال هذه السنوات نشرت مئات من مقالته. في هذه المقالات توبجوباشيف تحدث عن بعض الشعراء والكتاب والمثقفين٬ وعن وضع المسلمين الساكنين في الإمبراطورية الروسية واتهم في المقالات سياسة التمييز في الإمبراطورية.
- عليمردان باي توبجوباشيف منذ بداية عمله كصحافي انضم إلى النضال السياسي والأجتماعي بباكو٬ إلى نهاية حياته سار في الصفوف الأولى في هذا النضال وأصبح من رؤسائه. في 1905-1907 م. في فترة الثورة الروسية توبجوباشيف مثل كثير من ثقيفيِّ أذربيجان انضم إلى النضال من أجل الحرية. في هذه الفترة هو كتب عدة العريضات الدافعة عن حقوق العمال إلى الحكومة الإمبراطورية٬ ألقى الخطب في الجلسات والاجتماعات والمظاهرات٬ أصبح أولا عضو مجلس دوما في باكو ثم تولى منصب الرئاسة فيه اشترك في تأسيس وفعالية منظمة المسلمين الساكنين في روسيا المسماة ب«اتفاق المسلمين» وأعد سندات برامج المنظمة. المؤتمرات للمنظمة من الأول إلى الرابع المجرية في مدينتين نيجني نوفغرود وبطرسبرج كانت تحت رئاسته. بعد هذه المؤتمرات أصبح عضو المكتب الدائم للجنة الرئيسية في منظمة الاتفاق المسلمين.
- في سبتمبر من عام 1905 م. الإمبراطورية بهدف انفصال بروليتاريا باكو عن النضال الثوري سمحت الاجتماع بين منتجي النفط والعمال. فأجروا الانتخابات لإرسال الممثلين إلى الاجتماع. الاجتماع فُتِح في بطرسبرج في 30 سبتمبر وتوبجوباشيف أخبر فيه عن وضع محزن لعمال باكو ودفع عن مصالحهم. الإمبراطورية الخائفة من تقوية تدريجية لنضال العمال الثوري في روسيا في دسمبر عام 1905 أصدرت القانون عن انتخابات في مجلس دوما الحكومي. في شهري مارس وأبريل لأول مرة في مقاطعتي باكو ويليزافيتبول أجريت الانتخابات في مجلس دوما الحكومي. إلى أول مجلس دوما الحكومي انتخب من أذربيجان إسماعيل خان زيادخانوف٬ م.علييف٬ أ.خاسممادوف وعليمردان باي توبجوباشيف. أول مجلس دوما نفذ أنشطته في بطرسبرج من 27 أبريل إلى 8 يونيو عام 1906 م. توبجوباشيف اشترك في مناقشة عدة القضايا واتهم فيها السياسة الزراعية وسياسة إعادة التوطين المجريتان من قبل الحكومة وكان من مؤيدي إعطاء الحكم الذاتي للأقليات الشعبية وخاصة للمسلمين في روسيا. نواب مجلس دوما من المناطق المسلمة في روسيا أسسوا الفصيل السياسي المسلم برئاسة توبجوباشيف المباشرة. الحكومة الإمبراطورية حلت بعد 72 يوما مجلس دوما المتهم لفعاليتها والهادف للثورة. في 9-10 يوليو عام 1906 تقريبا 200 نائب مجلس دوما المعترضين لحل دوما أجروا الاجتماع في مدينة ويبورغ واعتمدوا «مناشدة ويبورغ». أحد الموقعين على هذه المناشدة عليمردان باي توبجوباشيف. نشاط توبجوباشيف السياسي والاجتماعي اتسع بعد ثورة فبراير وأكتوبر عام 1917 م. وهو انضم إلى النضال من أجل حرية أذربيجان بكل قوته.
- في 5 مارس عام 1917 في مدينة باكو أسس مجلس المنظمات الاجتماعية ولجته التنفيذية. ممادحسان حجينسكي٬ إ.فرولوف٬ إ.حيدروف وعليمردان باي توبجوباشيف انضموا إلى عضوية اللجنة. في شهر لوليو تم تنظيم الهئة الجديدة للجنة ووصل عدد أعضائه إلى 33 شخصا. توبجوباشيف انتخب رئيسا جديدا للجنة. 29 مارس عام 1917 في باكو تم تنظيم اللجنة التنفيذية المؤقتة لمجلس المسلمين الوطني. وانتخب في عضويته محمد أمين رسولزاده ٬ممادحسان حجينسكي٬ توبجوباشيف وغيرهم. نتيجة العمل الشاق لرؤساء هذه النظمة في 15-20 أبريل عام 1917 اجري مؤتمر مسلمي قوقاز العام في باكو تحت رعاية عليمردان توبجوباشيف. توبجوباشيف في خطابه إلى المشتركين في المؤتمر اتهم سياية القيصرية الروسية ضد الأقليات الشعبية الساكنين في أراضيها وأشار إلى أن سياسة الحكومة الروسية السابقة في معاملة الشعوب غير الروسية كانت سياسة الفصل والتقسيم وتنائجه المؤلمة ظهرت في الحوادث بين الأرمان والمسلمين. 12-25 أوت عام 1917 عُقد الاجتماع الحكومي في موسكو. اشترك في اجتماع الحكومة المؤقتة هذا 34 ممثلا مسلما من أنحاء روسيا المختلفة وكان بينهم أيضا عليمردان باي توبجوباشيف.
- في 31 أوت أجري أجتماع الممثلين المسلين. فنظمت اللجنة لإعداد تقرير الممثل الذي سيلقي الخطاب في الاجتماع. اللجنة وكلت السيد توبجوباشيف لإعداد وإلقاء الخطاب في الاجتماع. فأشار توبجوباشيف في نطقه أثناء الخطاب أن المسلمين الساكنين في روسيا موافقون على الإطاحة بالإمبراطورية٬ يحفظون ويعزون المنظمات الاجتماعية والسياسية التي بدأت تنشأ على الأصول الديموقراطية في جميع الأماكن والانجازات الثورية – الحرية٬ المساواة والأخوة. في 5-6 و 12 من شهر سبتمبر عام 1917 تم استدعاء لاحق لاجتماع لجنة منظمات المسلمين الاجتماعية بباكو. في هذا الاجتماع توبجوباشيف انتخب رئيس اللجنة٬ محمد أمين رسولزاده وفتالي خان خويسكي انتخبا لوظيفة نائبي الرئيس. في شهري أكتوبر ونوفمبر عليمردان توبجوباشيف اشترك في الانتحابات وانتُخِب عضوا لمجلس دوما بمدينة باكو على أساس التصويت العمومي.
- في 30 مارس – 1 أبريل عام 1918 عندما قام حزب الطاشناق الأرمني وحزب البلاشفة تحت ذريعة الدفاع عن الحكومة السوفيتية بإبادة جماعية ضد أذربيجانيين في مدينة باكو توبجوباشيف كان أحد الذين بذلوا كل جهدهم لمكافحة الإرهاب وشارك في «مؤتمر السلم» المجري من قبل أ.جاباريدزه في 1 أبريل٬ وكان أحد الذين قبلوا طلبات لجنة الدفاع الثوري.
- عليمردان باي توبجوباشيف الذي قابل تأسيس الجهورية الديمقراطية الأذربيجانية بكل فرح وسرور في يونيو عام 1918 عين على وظيفة الزوير في مجلس الوزراء الثاني المنظم من قبل فتالي خان خويسكي ثم في شهر أكتوبر عين على وظيفة وزير الخارجية. منذ يوم تأسيس جمهورية أذربيجان الديمقراطية توبجوباشيف كعالم العلم الحقوق بذل كل جهده لاعتراف دول العالم لهذه الجمهورية وانشاء العلاقات الدبلوماسية. لإنشاء العلاقات الدبلوماسية مع حكومة الإمبراطورية العثمانية ومن خلالها مع الدول الأوروبية أرسلت السيد عليمردان باي توبجوباشيف كوزير فوق العادة إلى إسطنبول. في البرقية التي أرسلها فتالي خان خويسكي إلى رئيس ممثلية أذربيجان في إسطنبول محمد أمين رسولزاده كتب التالي: «بتقرير الحكومة من تاريخ 20 أوت عام 1918 عضو حكومة أذربيجان عليمردان باي توبجوباشيف يُرسل إلى الحكومة الإمبراطورية العثمانية كوزير فوق العادة في جميع المسائل المتعلقة بمصالح جمهورية أذربيجان».
- عليمردان باي توبجوباشيف ارتحل من كانجا في 23 أوت 1918 م واتبع الطريق من تبليسي وباتومي مع بعض صعوبات فوصل إسطنبول في نهاية شهر سبتمبر. توبجوباشيف بعد وصوله تركيا في مدة قصيرة – في أشهري أكتوبر ونوفمبر عام 1918 – التقى مع السلطان العثماني وعدة الوزراء والدبلوماسيين فأخبرهم عن وضع أذربيجان السياسي والاقتصادي وتبادل الأراء في المسائل المختلفة. أيضا قدم مذكرة الاحتجاج إلى الوزاة الخارجية التركية ردا على الجزء المتعلق بأذربيجان في هدنة مودروس. فأشار في المذكرة أن الهدنة «تيسر الاستيلاء على أذربيجان وتضعها أمام الخطورة... التنازل عن السكك الحديدية الخاصة بأذربيجان إلى دولة أخرى يتعارض مع القانون الدولي».

## نشاطه في برلمان أذربيجان
في 7 دسمبر 1918 م برلمان أذربيجان بدأ نشاطه في وضع سياسي صعب جدا. رئيس المجلس الوطني وحزبمساواة محمدأمين رسولزاده فتح برلمان وهنأ أعضاءه بهذه المناسبة٬ فناداهم إلى الدفاع عن مصالح الشعب وأمنهم. ونفس الوقت رسولزاده اقترح انتخاب رئيس برلمان ونائبه. توبجوباشيف الذي حصل على الاحترام في أذربيجان وجميع قوقاز رغم كونه في إسطنبول انتخب رئيس برلمان أذربيجان الأول. حسب ما كتب المؤرخ ف. كازيمزاده «توبجوباشيف الذي انتخب رئيس برلمان كان محاحيا متعلما وصبورا في أرائه». في 28 دسمبر عام 1918 برلمان اختار الهيئة وجهز الوفد لإرساله إلى باريس للمؤتمر السلمي. دخل في هيئة الوفد توبجوباشيف (رئيس)٬ ممادحسان حجينسكي (نائب الرئيس)٬ أ.شيخ الإسلاموف٬ أحمد باي أغاييف٬ م. محرموف٬ ج.حجيبيلي وم.مهدييف. في 20 يناير 1919 الوفد الأذربيجاني جاء إلى إسطنبول للحصول على التأشيرة. لكن حكومة فرنسا لم تصدر لهم التأشيرة. حينذاك عليمردان توبجوباشيف أجرى اللقاءات مع دبلوماسيي تركيا وإيران وروسيا والولايات المتحدة وبريطانيا وفرنسا٬ أخبرهم عن وضع السياسي والاقتصادي في أذربيجان٬ وطلب منهم المساعدة لاعتراف دولهم باستقلال أذربيجان. باريس منع من التأشيرة كذلك ممثلين من دون٬ كوبان٬ اتفاق الجبليين٬ أوكرانيا وجورجيا. هم أيضا كانوا في إسطنبول. ممثلو هذه الدول بدؤوا يبذلون جهودهم سويا للحصول على تأشيرة دخول فرنسا. برئاسة توبجوباشيف جهزت مذكرة وجميع الممثلين وقعوا عليها. ثم قدمت المذكرة إلى المفوض السامي البريطاني أميرال وَب الذي كان في إسطنبول. بعد ثلاثة أشهر في 22 أبريل عام 1919 الوفد الأذربيجاني اتجه إلى باريس تحت رئاسة توبجوباشيف ووصلوا باريس في بداية شهر ماي. خلال شهر واحد الوفد الأذربيجاني أجرى اللقاءات مع وفود بولندا٬ جورجيا٬ إيران٬ أمريكا٬ بريطانيا وغيرها وأجروا المحادثات في الوضع السياسي والاقتصادي. ومن أكبر إنجازات الوفد الأذربيجاني برئاسة عليمردان باي توبجوباشيف خلال هذا الشهرهو اللقاء مع السياسي البارز في ذلك الزمان - رئيس الولايات المتحدة الأمريكية وودرو ويلسون.

## نشاطه خارج أذربيجان
```
* في 28 ماي 1919 رئيس الولايات المتحدة و.ويلسون التقاء مع الفود الأذربيجاني. رئيس الوفد توبجوباشيف أخبر الرئيس الأمريكي عن وضع أذربيجان وقوقاز وأعطاه المذكرة المتكون من ثلاث مثالات المعدة للتقديم في المؤتمر السلمي ببارس. مع أن الممثلين لم يحصلوا على هدفهم وودرو ويلسون أقنعهم أن "الشعب الأذربيجاني سيحصل على مساعدة أمريكا الكبرى في حفظ استقلالهم وحريتهم. المذكرة المسماة ب"مذكرة باريس السلمية لوفد جمهورية أذربيجان القوقازية" المعدة بمشاركة توبجوباشيف قدمت إلى سكرتارية المؤتمر السلمي. هذه الوثيقة تحوي على 14 جزء وكانت تقدم فيها بشكل واسع المعلومات إلى أعضاء المؤتمرعن وضع أذربيجان التاريخي٬ الإثنوغرفي٬ الاقتصادي والسياسي. وفد أذربيجان برئاسة توبجوباشيف وسعوا نشاطهم يوما بعد يوم فأرسلوا سويا مع وفود جورجيا٬ لاتقيا٬ استونيا٬ القوقاز الشمالي٬ روسيا البيضاء وأكرانيا إلى رئيس المؤتمر باريس السلمي مذكرة الاحتجاج والرسالة في يونيو 13 ويوليو 17 عام 1919. 
```

- في 15 يناير عام 1920 دُعوا إلى الوزارة الخارجية الفرنسية من أذربيجان توبجوباشيف وم.محرموف٬ من جورجيا إ.سرتلي وز.أوالوف. أخبر الكاتب الأول لوزير الخارجية جول كامبو أن أعضاء المجلس العالي والدول المتفقة اعترفوا باستقلال أذربيجان اعترافا دبلوماسيا وقدم لتوبجوباشيف المثيقة الرسمية لمؤتمر باريس السلمي. ع.توبجوباشيف أعطاه المعلومات القصيرة عن وضع أذربيجان السياسي وشكر على اعتراف الدول الكبرى باستقلال أذربيجان. وأشار أيضا إلى أن جمهورية أذربيجان تنتظر المساعدة من الدول الكبرى وكذلك الاعتراف القانوني لاستقلالها في أقرب وقت. اعتراف دبلوماسي باستقلال أذربيجان حصلت نتيجة نشاط الوفد الأذربيجاني برئاسة عليمردان باي توبجوباشيف. توبجوباشيف في رسالتهمن باريس كتب إلى رئيس وزراء جمهورية أذربيجان نسيب باي يوسفبايوف: «السياسة أمر متغير الذي لا يعدله غيره. الآن تبدأ فترة تقوية آمالنا للحياة المستقلة... لم نكن نفقد آمالنا قطعًا...كنا نفعل ما نقدر لحصول الحياة المستقلة لشعبنا. وكنا نعتقد أننا سنحصل على الاستقلال بأي طريق كان... نحن لم نتراجعْ ولن نتراجعَ أمام السعادة مثل هذه لأننا لا نعلم شيئا مساويا لهذه السعادة».
- الخادم السياسي البارز للجمهورية الديمقراطية الأذربيجانية عليمردان باي توبجوباشيف عاش خلال الأعوام 1920-1934 في باريس واستمر نشاطه السياسي والاجتماعي٬ كتب الكتب والمقالات في المجلات والصحف عن تاريخ٬ جوغرافيا٬ أدب أذربيجان وتأسيس الجمهورية الديموقراطية الأذربيجانية. ع. توبجوباشيف التقى مع ممثلي الدوائر الرسمية الفرنسية ورفع مسألة مساعدة القواة الوطنية المقاتلين من أجل توقف احتلال أذربيجان وأجرى المحادثة في موضوع المشاكل في العلاقات الثنائية. واشترك في المؤتمرات المجرية في 5-16 يوليو عام 1920 في مدينة سبا (بلجيكا)٬ في 21 فبراير و14 مارس عام 1921 لندن (بريطانيا) وفي أبريل وماي عام 1922 في مدينة جنوة (إيطاليا). عليمردان باي توبجوباشيف توفي في 5 نوفمبر عام 1934 في منطقة سان- دني بباريس ودفن في مقبرة كلود.
- أم السيد عليمردان توبجوباشيف الشيدو ساور كان من عائلة وكيلوف.
- يتم تصوير الفلم التذكاري عن عليمردان باي توبجوباشيف المسمى ب«القبور الغريبة».[2]